# Wacław Wolski (inżynier)

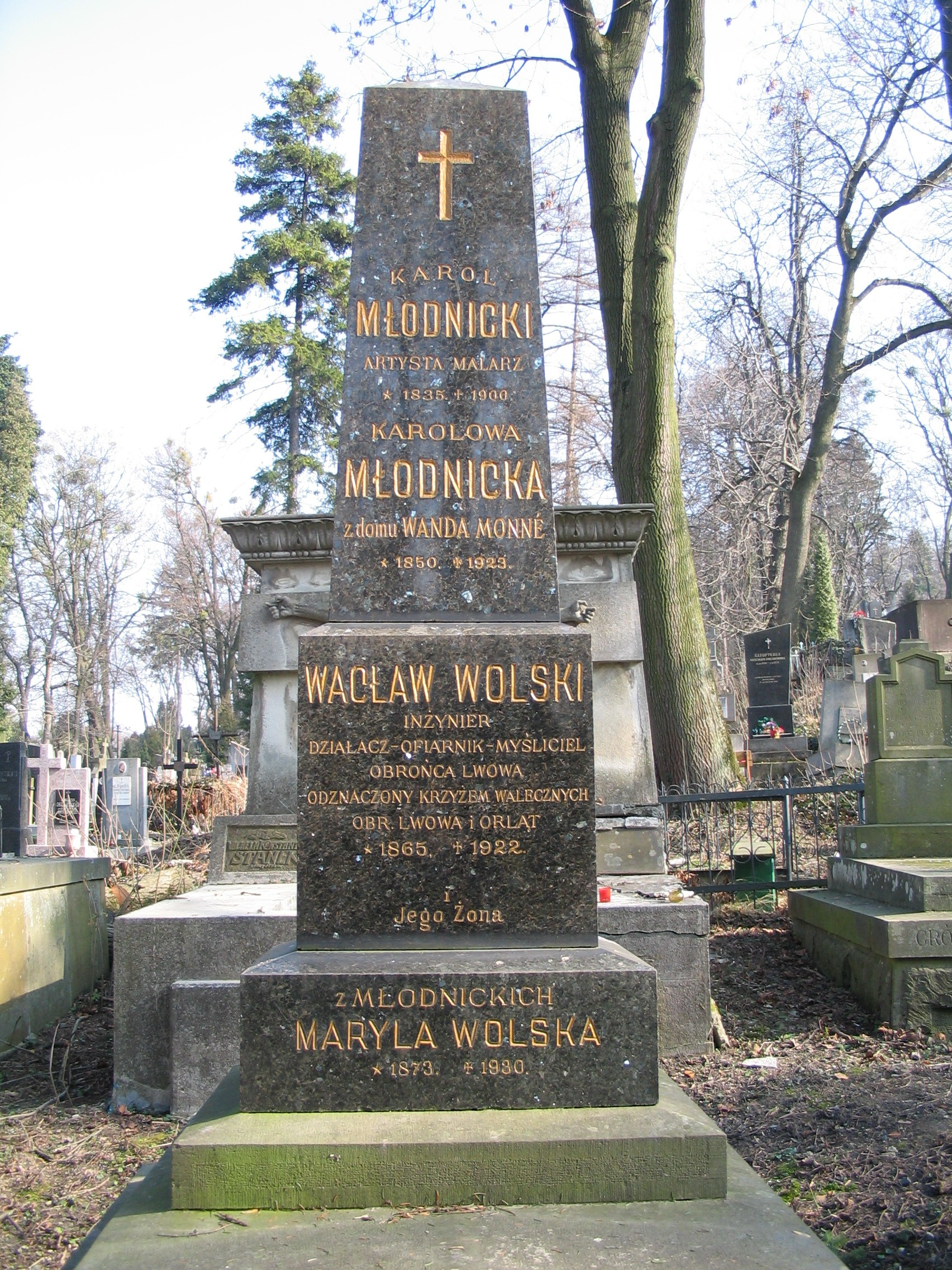
Nagrobek Wolskich i Młodnickich we Lwowie

Wacław Wolski herbu Lubicz (ur. 28 września 1865 w Brzeżanach, zm. 27 lipca 1922 we Lwowie) – polski inżynier, wynalazca, przedsiębiorca naftowy i działacz społeczny, obrońca Lwowa.

## Życiorys
Wacław Wolski pochodził z linii brzeżańskiej rodu Wolskich z rodziny o tradycjach prawniczych. Ojciec Ludwik Wolski został wybrany posłem do parlamentu austriackiego i wraz z rodziną przeniósł się do Wiednia, gdzie Wacław ukończył gimnazjum i politechnikę. Duży wpływ na późniejsze życie Wolskiego miał jego wuj Stanisław Szczepanowski, autor publikacji ekonomicznej końca XIX wieku zatytułowanej „Nędza Galicji” i przedsiębiorca naftowy. Dzięki Szczepanowskiemu Wolski zajął się przemysłem naftowym. Wywiercił szyb „Hucuł” w Galicji, który stał się obfitym źródłem nafty, a także założył pierwszą polską rafinerię w Peczeniżynie. Początki swojej pracy inżynierskiej odbył w Schodnicy, gdzie przy wierceniach pracował z kilkoma kanadyjskimi wiertaczami sprowadzonymi przez Szczepanowskiego. Był członkiem Państwowej Rady Narodowej, wiceprezesem Krajowego Towarzystwa Naftowego.
Od 1898 do 1914 był wydawcą dziennika „Słowo Polskie”. Był członkiem Ligi Narodowej.
Był mężem poetki Maryli Wolskiej z domu Młodnickiej, z którą miał pięcioro dzieci m.in. poetkę i prozaiczkę Beatę Obertyńską, poetę Ludwika i malarkę Anielę (Lelę) Pawlikowską.
Chory na serce, przeziębiony po rocznicowej mszy w intencji ukochanego syna „Luka”, zamordowanego przez Ukraińców w kwietniu 1919 r w Złoczowie., zmarł przedwcześnie 27 lipca 1922 w wieku lat 57, we własnej willi „Zaświecie”. Został pochowany w rodzinnym grobowcu na Cmentarzu Łyczakowskim we Lwowie 29 lipca 1922.

## Wynalazczość
Pierwszy praktycznie zastosował sprężony gaz do wydobywania ropy naftowej. Jako pierwszy na świecie skroplił gazy naftowe oraz wynalazł tzw. „wiertniczy taran hydrauliczny”. Opracował hydrauliczną metodę wiercenia, gdzie woda wykorzystana do tej pory wyłącznie do usuwania osadów w czasie wiercenia została zastosowana także do poruszania świdra. Jego metoda nazwana została „polską kanadyjką”. Przed 1902 Wolski próbował opatentować w Wiedniu swoją metodę, lecz tam spotkał Williama Henry’ego McGarveya, Kanadyjczyka pochodzącego z Irlandii Północnej, który pracując jako wiertacz w Polsce udał się do urzędu patentowego z podobnym rozwiązaniem. Ostatecznie opatentowali rozwiązanie wspólnie jako „dłuto dla przemysłu naftowego”.
W 1907 w czasie wiercenia szybu „Wilno” w rejonie borysławskim wykorzystał tę metodę praktycznie, w rezultacie czego dowiercił się do głębokości 1000 metrów (gdzie typowe szyby dochodziły do 400 metrów) do zasobnych pokładów roponośnych. Nastąpił wybuch i strumień ropy rozbił koronę szybu i wytrysnął ponad ziemię. Dzienna wydajność szybu wyniosła 900 ton, co do tej pory nie występowało w Galicji. Zastosowanie tej metody przez Wolskiego zmusiło innych producentów do podniesienia wydajności produkcji i w rezultacie w 1907 osiągnięto w Galicji wydobycie 120 tys. ton ropy, gdy w 1906 było ono o połowę niższe. Na taką ilość ropy nie było zbytu w zacofanej gospodarce galicyjskiej i nastąpił gwałtowny spadek cen ropy i cały przemysł naftowy Galicji stracił na dochodowości. Nadprodukcja ta wpłynęła też na dalsze losy wynalazku Wolskiego, na którego szersze wprowadzenie zabrakło pieniędzy, a sam wynalazek został wykupiony i ukryty w szafach pancernych firm zainteresowanych utrzymaniem starych metod wiertniczych. Wynalazek tarana wiertniczego Wolskiego wyprzedził swoją epokę i prace nad metodą hydrauliczną wierceń podjęto dopiero ponad 20 lat po jego patencie.
Oprócz tarana wiertniczego Wolski był m.in. konstruktorem hydraulicznej wiertarki skalnej do budowy chodników i tuneli kopalnianych, próbował skroplić gaz ropny i był autorem wielu innych patentów. Poza tym brał czynny udział w życiu społecznym Galicji i prowadził korespondencję naukową z naukowcami w kraju i za granicą.

## Ordery i odznaczenia
- Krzyż Walecznych
- Krzyż Obrony Lwowa
- Odznaka Honorowa „Orlęta”